# Maitane López
Maitane López Millán (Águilas, Murcia, 13 de marzo de 1995) es una futbolista española que suele jugar de centrocampista en el NJ/NY Gotham F. C. de la NWSL de Estados Unidos. Es internacional absoluta con España desde 2021, campeona de Europa sub-17 y subcampeona de Europa sub-19. También ha jugado de central y delantera. Ganó la Copa de la Reina con el Atlético de Madrid en 2023.

## Trayectoria

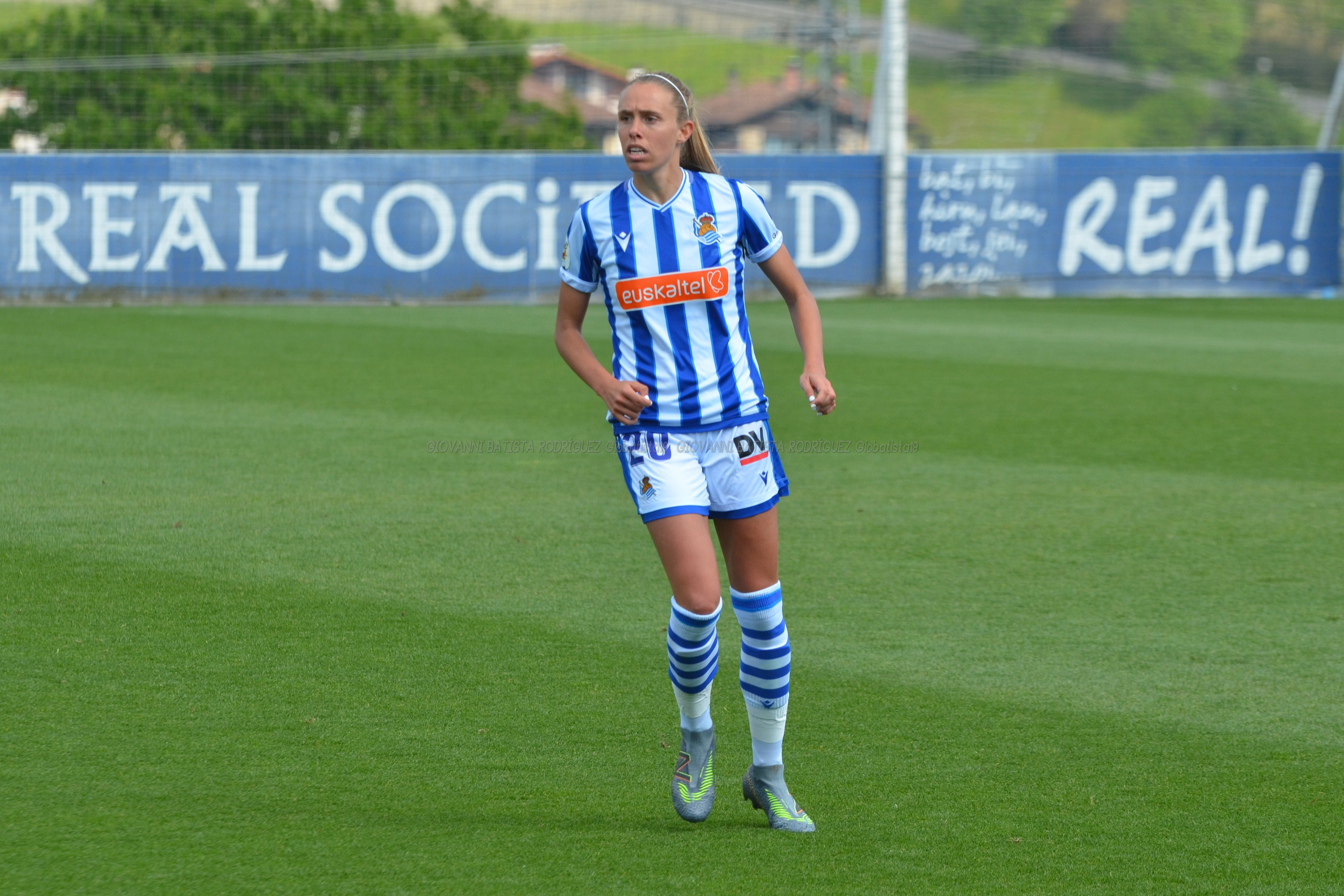
Maitane López con la Real Sociedad

### Inicios
Nació en Águilas, Región de Murcia, de donde es natural su madre. Su padre fue José Ignacio López Rekarte, jugador de fútbol que llegó a jugar en Segunda División con el Éibar y que recaló en las filas del Águilas Club de Fútbol, y hermano de los futbolistas Luis María López Rekarte y Aitor López Rekarte. Al separarse sus padres cuando Maitane tenía 5 años, se mudó a Mallorca con su madre.
Maitane se formó en la categorías base del Son Cotoner de fútbol masculino pasando al fútbol femenino en la categoría cadete. En 2007 el Son Cotoner se fusionó con el Parroquia Ramon Llull, resultando en el Sporting Ciutat de Palma. Maitane empezó a jugar con el primer equipo, que militaba en Segunda División, con 15 años en 2009. En su primera temporada acabaron en novena posición, pero lucharon por el ascenso a Primera División en las temporadas 2010-11, en a que quedaron cuartas y 2011-12 en la que fueron subcampeonas de su grupo. Maitane acabó siendo capitana del equipo. En 2012 club se vio obligado a renunciar a la Segunda División debido a la crisis económica provocada por el impago de las ayudas estipuladas por parte de las instituciones públicas.

### Debut en Primera
Esa temporada Maitane fichó por el Collerense, donde debutó en Primera División con derrota por 3-4 ante el Levante Las Planas el 2 de septiembre de 2012. Su primer gol con el equipo rojillo llegó el 25 de noviembre de ese mismo año en la remontada por 4-3 ante la Real Sociedad. En su primera temporada en Primera División acabaron en 13.ª posición y Maitane jugó 28 partidos, marcando 5 goles. Sus buenas actuaciones hicieron que estuviese nominada a los premios Fútbol Draft como central diestra de mayor proyección.
En la temporada 2013-14 jugó todos los encuentros y alcanzaron la 10.ª posición. Nuevamente fue finalista en los premios Fútbol Draft en la categoría de defensa central. En la temporada 2014-15 volvió a jugar todos los partidos y evitaron el descenso por sólo dos puntos. Maitane volvió a estar nominada por tercer año consecutivo a los premios Fútbol Draft en la posición de central. Maitane fue una de las jugadoras que más minutos disputó en la temporada, y estuvo en la lista previa de la selección española para jugar el Mundial.

### Consagración en el Levante
En 2015 pasó a jugar en el Levante.
 Tras perderse las primeras jornadas por una lesión, debutó con el conjunto granota  el 27 de septiembre de 2015 ante el Transportes Alcaine al sustituir a Lucía Gómez en la segunda mitad. El 11 de octubre marcó su primer gol ante el Sporting de Huelva. En 2016 fue elegida en el Once de Fútbol Draft en la posición de mediocentro derecho. En su primera temporada jugó 26 partidos y fueron cuartas. En la Copa de la Reina fueron eliminadas en semifinales por el F. C. Barcelona.
En la temporada 2016-17 jugó 24 partidos ligueros, al perderse algunos por lesión, y volvieron a ser cuartas en liga. En la Copa de la Reina fueron eliminadas en los cuartos de final por la U. D. Granadilla Tenerife. En la temporada 2017-18 jugó 27 partidos en liga y quedaron en séptima posición. En la Copa de la Reina fueron eliminadas en los cuartos de final por el F. C. Barcelona.
En la temporada 2018-19 el club realizó una inversión para mejorar la plantilla y llegaron jugadoras contrastadas. Fueron terceras en la liga, en la que jugó 27 partidos. En la Copa de la Reina fueron eliminadas por penaltis en cuartos de final por el Sevilla, en un partido en el que Maitane marcó el gol del empate en la segunda mitad.
En la temporada 2019-20 jugó 19 de los 21 partidos que se pudieron disputar de liga, interrumpida por la pandemia de Covid-19 y volvieron a ser terceras. Su regularidad hizo que fuese convocada por primera vez con las selecciones española absoluta y promesas en octubre de 2019. En la Copa de la Reina fueron eliminadas en octavos de final por el Sevilla, y en la Supercopa cayeron en la semifinal contra la Real Sociedad.

### Nuevos retos
Tras cinco temporadas en el club levantino, en 2020 fichó por la Real Sociedad, equipo en el que ya jugaron sus tíos Luis María López Rekarte y Aitor López Rekarte. El fichaje fue destacado en prensa por la calidad de Maitane y por la apuesta deportiva del club de San Sebastián.
Debutó el 11 de octubre de 2020 en la jornada 2 de liga contra el Deportivo de la Coruña con victoria por 2-0. Con el cuadro donostiarra jugó 30 encuentros y fueron quintas en la liga tras una temporada en la que fueron de más a menos. Marcó su único gol con la Real Sociedad abriendo el marcador ante el Betis el 27 de enero de 2021, partido que acabó con victoria por 5-1. En la Copa de la Reina fueron eliminadas en cuartos de final por el Atlético de Madrid.
En julio de 2021 fichó por el Atlético de Madrid. Debutó con el equipo rojiblanco el 4 de septiembre de 2021, marcando el gol que abría el marcador en la victoria por 5-0 sobre el Rayo Vallecano en la primera jornada de liga. Empezó la temporada siendo titular indiscutible y debido a sus buenas actuaciones volvió a ser convocada con la selección española, con la que debutó. En noviembre fue elegida mejor jugadora del mes. Fue una de las jugadoras más regulares del equipo. Acabaron la temporada en cuarta posición a un punto de la tercera plaza que daba el último cupo para disputar la Liga de Campeones. Fueron finalistas en la Supercopa, en la que perdieron ante el F. C. Barcelona. En la Copa de la Reina el equipo cayó en octavos de final ante el Sporting de Huelva.
El equipo no fue regular durante la temporada 2022-23 y cambió de técnico, acabando en cuarta posición en liga. A nivel individual Maitane retrasó su posición a pivote defensivo, puesto al que le costó adaptarse. En la Copa de la Reina se clasificaron de forma sólida para la final, en la que se enfrentaron al Real Madrid en el Estadio de Butarque de Leganés y fue titular. El equipo ganó el trofeo en la tanda de penaltis tras remontar un 2-0 adverso en el tiempo de descuento.
En verano de 2023 fichó por el NJ/NY Gotham FC de la NWSL.

## Selección española

### Categorías inferiores
En 2009 fue convocada con las Selecciones Española sub-15 y sub-16.
El 3 de octubre de 2010 debutó con la selección española sub-17 en la fase clasificatoria del Campeonato Europeo de 2011 en la victoria por 13-0 sobre Georgia. También jugó completos los partidos ante Bielorrusia (2-0) y Países Bajos (1-0). No participó en la Ronda Élite, y fue convocada para la fase final, en la que no llegó a jugar y se proclamaron campeonas de Europa.
Volvió a jugar la fase clasificatoria del Campeonato Europeo de 2012, en la que fue una de las capitanas. En la Fase Clasificatoria Maitane jugó en las tres victorias ante Bosnia y Herzegovina (6-0), Azerbaiyán (7-0), y Ucrania (7-0), logrando el pase a la siguiente ronda. En la Ronda Élite marcó uno de los goles en la victoria por 7-2 ante Serbia. También fue titular en la victoria por 2-0 ante República Checa, y en la derrota por 3-0 ante Alemania, que las dejó fuera de la fase final.
En febrero de 2013 debutó con la selección sub-19 en dos amistosos contra Irlanda del Norte. En 2014, a pesar de no ser titular habitual, fue elegida como una de las capitanas del equipo.
No entró en la lista oficial para disputar la Ronda Élite ni la fase final del Campeonato Europeo Sub-19 de Noruega, pero fue llamada para suplir la baja por lesión de Izaskun Leoz. Maitane fue suplente en el primer partido yen el que España perdió ante Irlanda. En el segundo partido fue titular, como en el resto del campeonato, y ganaron por 2-0 a Suecia. Lograron el pase a semifinales como segundas de grupo al vencer a Inglaterra por 2-0, partido en el que Maitane dio una asistencia de gol. En la semifinal vencieron a Noruega por 2-0. En la final cayeron ante Países Bajos por 1-0, concluyendo el torneo como subcampeonas de Europa. Maitane fue incluida en el equipo ideal del torneo.
En 2019 fue convocada por la recién creada Selección absoluta promesas.
También ha pasado por todas las categorías de la Selección Balear.

### Selección absoluta
Tras una temporada muy completa con el Collerense, en 2015 fue incluida en la lista previa de jugadoras para jugar el Mundial de Canadá. Finalmente no fue incluida en la convocatoria. Tras ser un pilar en el Levante, en octubre de 2019 fue convocada para jugar con la selección absoluta al lesionarse Amanda Sampedro y Virginia Torrecilla, sinn llegar a debutar.
Debutó el 21 de octubre de 2021 en un partido amistoso ante Marruecos en Cáceres con victoria por 3-0. El primer gol vino precedido de un pase en profundidad de Maitane a Bárbara Latorre, que desarboló la defensa marroquí.

## Estadísticas

### Clubes
Actualizado al último partido jugado el 27 de mayo de 2023.
| Club                        | Div.          | Temporada     | Liga  | Liga  | Liga   | Copas nacionales | Copas nacionales | Copas nacionales | Copas internacionales | Copas internacionales | Copas internacionales | Total | Total | Total  | Media goleadora |
| Club                        | Div.          | Temporada     | Part. | Goles | Asist. | Part.            | Goles            | Asist.           | Part.                 | Goles                 | Asist.                | Part. | Goles | Asist. | Media goleadora |
| --------------------------- | ------------- | ------------- | ----- | ----- | ------ | ---------------- | ---------------- | ---------------- | --------------------- | --------------------- | --------------------- | ----- | ----- | ------ | --------------- |
| U. D. Collerense · España   |               |               |       |       |        |                  |                  |                  |                       |                       |                       |       |       |        |                 |
| 1.ª                         | 2012-13       | 28            | 5     |       | -      | -                | -                | -                | -                     | -                     | 28                    | 5     |       | 0.18   |                 |
| 1.ª                         | 2013-14       | 30            | 10    |       | -      | -                | -                | -                | -                     | -                     | 30                    | 10    |       | 0.33   |                 |
| 1.ª                         | 2014-15       | 30            | 8     |       | -      | -                | -                | -                | -                     | -                     | 30                    | 8     |       | 0.27   |                 |
| Total club                  | Total club    | 88            | 23    |       |        |                  |                  |                  |                       |                       | 88                    | 23    |       | 0.26   |                 |
| Levante U. D. · España      |               |               |       |       |        |                  |                  |                  |                       |                       |                       |       |       |        |                 |
| 1.ª                         | 2015-16       | 26            | 2     |       | 2      | 0                | 0                | -                | -                     | -                     | 28                    | 2     |       | 0.07   |                 |
| 1.ª                         | 2016-17       | 24            | 2     |       | 1      | 0                | 0                | -                | -                     | -                     | 25                    | 2     |       | 0.04   |                 |
| 1.ª                         | 2017-18       | 27            | 1     | 3     | 0      | 0                | 0                | -                | -                     | -                     | 27                    | 1     | 3     | 0.04   |                 |
| 1.ª                         | 2018-19       | 27            | 3     | 2     | 2      | 1                | 0                | -                | -                     | -                     | 29                    | 4     | 2     | 0.14   |                 |
| 1.ª                         | 2019-20       | 19            | 1     | 2     | 2      | 0                | 0                | -                | -                     | -                     | 21                    | 1     | 2     | 0.05   |                 |
| Total club                  | Total club    | 123           | 9     | 8+    | 7      | 1                | 0                |                  |                       |                       | 130                   | 10    | 8+    | 0.08   |                 |
| Real Sociedad · España      |               |               |       |       |        |                  |                  |                  |                       |                       |                       |       |       |        |                 |
| 1.ª                         | 2020-21       | 30            | 1     | 0     | 1      | 0                | 0                | -                | -                     | -                     | 31                    | 1     | 0     | 0.03   |                 |
| Total club                  | Total club    | 30            | 1     | 0     | 1      | 0                | 0                |                  |                       |                       | 31                    | 1     | 0     | 0.03   |                 |
| Atlético de Madrid · España |               |               |       |       |        |                  |                  |                  |                       |                       |                       |       |       |        |                 |
| 1.ª                         | 2021-22       | 30            | 5     | 5     | 2      | 1                | 0                | -                | -                     | -                     | 32                    | 6     | 5     | 0.19   |                 |
| 1.ª                         | 2022-23       | 23            | 1     | 0     | 3      | 0                | 1                |                  |                       |                       | 26                    | 1     | 1     | 0.04   |                 |
| Total club                  | Total club    | 53            | 6     | 5     | 5      | 1                | 1                |                  |                       |                       | 58                    | 7     | 6     | 0.13   |                 |
| Total carrera               | Total carrera | Total carrera | 294   | 39    | 13+    | 13               | 2                | 1                |                       |                       |                       | 308   | 41    | 14+    | 0.14            |
| 1. 2. 3.                    |               |               |       |       |        |                  |                  |                  |                       |                       |                       |       |       |        |                 |

### Selección
Actualizado al último partido jugado el 11 de octubre de 2022.
| Selecciones                                                                                                | Año   | Europeo(4) | Europeo(4) | Europeo(4) | Mundial (4) | Mundial (4) | Mundial (4) | Amistosos | Amistosos | Amistosos | Total | Total | Total  | Media goleadora |
| Selecciones                                                                                                | Año   | Part.      | Goles      | Asist.     | Part.       | Goles       | Asist.      | Part.     | Goles     | Asist.    | Part. | Goles | Asist. | Media goleadora |
| --- | ----- | ---------- | ---------- | ---------- | ----------- | ----------- | ----------- | --------- | --------- | --------- | ----- | ----- | ------ | --------------- |
| Sub-17 · España                                                                                            | 2010  | 3          | 0          | 0          |             |             |             |           |           |           | 3+    | 0     | 0      | 0               |
| Sub-17 · España                                                                                            | 2011  | 3          | 0          | 0          |             |             |             |           |           |           | 3+    | 0     | 0      | 0               |
| Sub-17 · España                                                                                            | 2012  | 3          | 1          |            |             |             |             |           |           |           | 3+    | 1+    |        | 0.33            |
| Sub-17 · España                                                                                            | Total | 9          | 1          |            |             |             |             |           |           |           | 9+    | 1+    |        | 0.11            |
| Sub-19 · España                                                                                            | 2013  |            |            |            |             |             |             | 2+        | 0         |           | 2+    | 0     |        | 0               |
| Sub-19 · España                                                                                            | 2014  | 5          | 0          | 1          |             |             |             |           |           |           | 5     | 0     | 1      | 0               |
| Sub-19 · España                                                                                            | Total | 5          | 0          | 1          |             |             |             | 2+        |           |           | 7+    | 0     | 1+     | 0               |
| Abs. · España                                                                                              |       |            |            |            |             |             |             |           |           |           |       |       |        |                 |
| 2021 |       |            |            |            |             |             | 1           | 0         | 0         | 1         | 0     | 0     | 0      |                 |
| 2022 |       |            |            |            |             |             | 1           | 0         | 0         | 1         | 0     | 0     | 0      |                 |
| Total | 0     | 0          | 0          | 0          | 0           | 0           | 2           | 0         | 0         | 2         | 0     | 0     | 0      |                 |
| (4) Se incluyen partidos en fases clasificatorias, no incluye Torneo de Exentos ni Torneo Desarrollo UEFA. |       |            |            |            |             |             |             |           |           |           |       |       |        |                 |

#### Participaciones en Eurocopas
| Competición         | Categoría | Sede    | Resultado   | Partidos | Goles |
| ------------------- | --------- | ------- | ----------- | -------- | ----- |
| Europeo Sub-17 2011 | Sub-17    | Suiza   | Campeona    | 0        | 0     |
| Europeo Sub-19 2014 | Sub-19    | Noruega | Subcampeona | 5        | 0     |
| Total               | –         | –       | –           | 5        | 0     |

## Palmarés

### Campeonatos internacionales
| Título         | Equipo              | Sede  | Año  |
| -------------- | ------------------- | ----- | ---- |
| Europeo Sub-17 | Selección de España | Suiza | 2011 |

### Campeonatos nacionales
| Título                         | Club               | País           | Año     |
| ------------------------------ | ------------------ | -------------- | ------- |
| Copa de la Reina               | Atlético de Madrid | España         | 2022-23 |
| National Women's Soccer League | NJ/NY Gotham F. C. | Estados Unidos | 2023    |

### Distinciones individuales
| Distinción                                           | Año              |
| ---------------------------------------------------- | ---------------- |
| Equipo Ideal del Campeonato Europeo sub-19           | 2014             |
| Once de oro de Fútbol Draft                          | 2016             |
| Finalista de Fútbol Draft                            | 2013, 2014, 2015 |
| Jugadora del mes de noviembre del Atlético de Madrid | 2021             |

## Vida privada
Es licenciada en Magisterio en Pedagogía Terapéutica para niños con necesidades especiales y tiene estudios en Filosofía Clásica.
Apasionada de las Spice Girls desde pequeña, tuvo la oportunidad de conocer a Victoria Beckham en Sorpresa, Sorpresa.